# Amy Roberts
Emily Collins (Cardiff (Gales), 14 de diciembre de 1994) es una ciclista profesional británica, residente en Llanelli. Debutó como profesional en 2013 en el Wiggle Honda creado en ese año tras destacar en el ciclismo en pista tanto en categoría juvenil -logrando campeonatos europeos y mundiales- como en categoría absoluta -con varios podiums- en 2012.

## Trayectoria deportiva
Comenzó practicando triatlón y se unió en un club de ciclismo para mejorar en el deporte de la bicicleta. Empezó entrenando en el velódromo y participando en algunas carreras de ciclocrós y ciclismo de montaña logrando vencer en algunas pruebas de ciclocrós. Ello la dio acceso a un programa de jóvenes talentos en el que mejoró en la pista logrando sus primeras victorias en categoría juvenil y podiums internacionales en 2012. Además, desde 2010 ya apareció entre los primeros puestos -con alguna victoria- en carreras de ciclismo en ruta amateur de Gran Bretaña llegando a participar en el Campeonato en Ruta juvenil 2011 y en 2012, con su equipo amateur, participó e nvariso carreras internacionales de carretera.
Debido a su progresión, en 2014, fue fichada por el equipo de ciclismo en ruta de su país del Wiggle Honda. Desde entonces no ha conseguido resultados destacados en parte debido a la fractura de clavícula sufrida en abril de 2015 en una carrera de ciclismo en ruta.

## Palmarés
2014
- Guadalajara Persecución por Equipos (haciendo equipo con Katie Archibald, Elinor Barker, Ciara Horne y Laura Trott)

## Resultados en Grandes Vueltas y Campeonatos del Mundo
Durante su carrera deportiva ha conseguido los siguientes puestos en las Grandes Vueltas femeninas y en los Campeonatos del Mundo en carretera:
| Carrera         | 2013 | 2014 | 2015 | 2016 | 2017 | 2018 |
| --------------- | ---- | ---- | ---- | ---- | ---- | ---- |
| Giro de Italia  | -    | -    | -    | -    | -    | -    |
| Tour de l'Aude  | X    | X    | X    | X    | X    | X    |
| Grande Boucle   | X    | X    | X    | X    | X    | X    |
| Mundial en Ruta | -    | -    | -    | -    | -    | -    |

-: no participa

Ab: abandono

X: ediciones no celebradas

## Equipos
- Wiggle (2013-2017)
  - Wiggle Honda (2013-2015)
  - Wiggle High5 (2016-2017)
- Parkhotel Valkenburg Cycling Team (2018)